# Stigmacros elegans
Stigmacros elegans är en myrart som beskrevs av Mcareavey 1949. Stigmacros elegans ingår i släktet Stigmacros och familjen myror. Inga underarter finns listade i Catalogue of Life.

## Bildgalleri

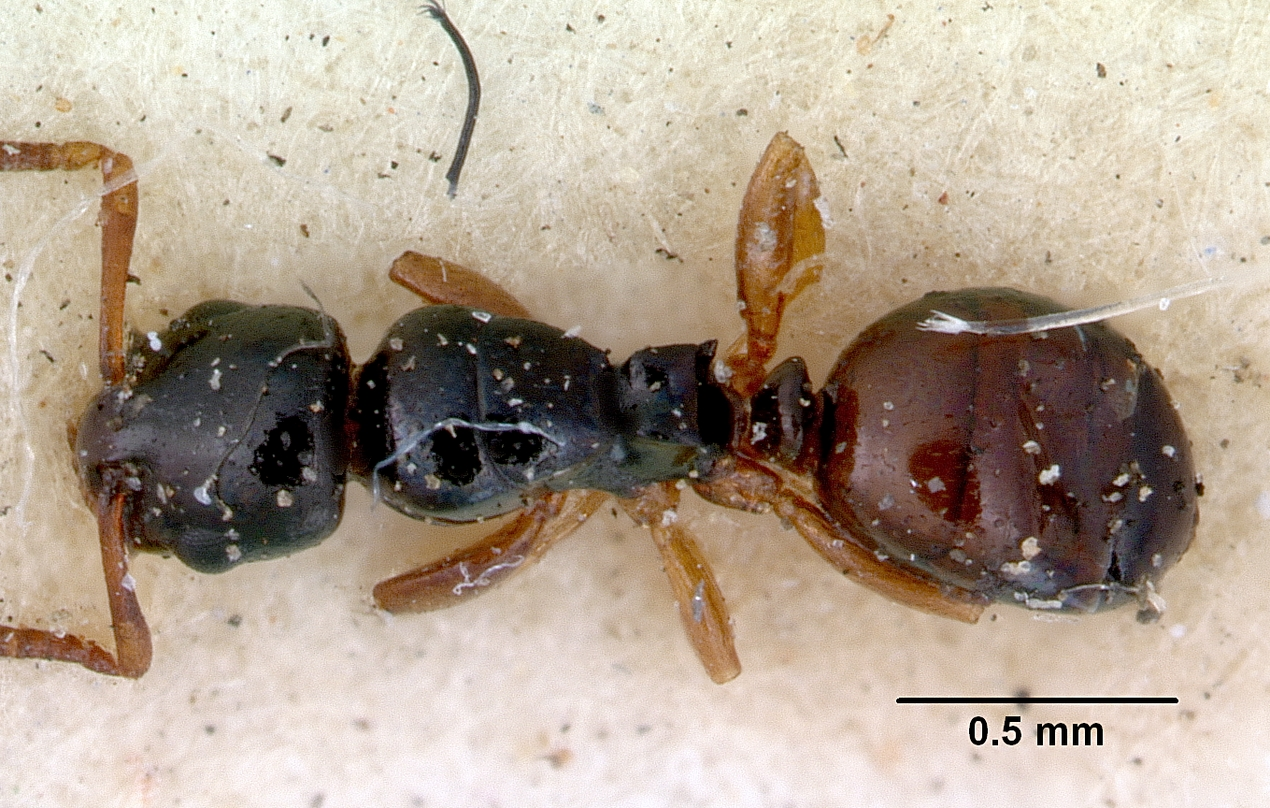
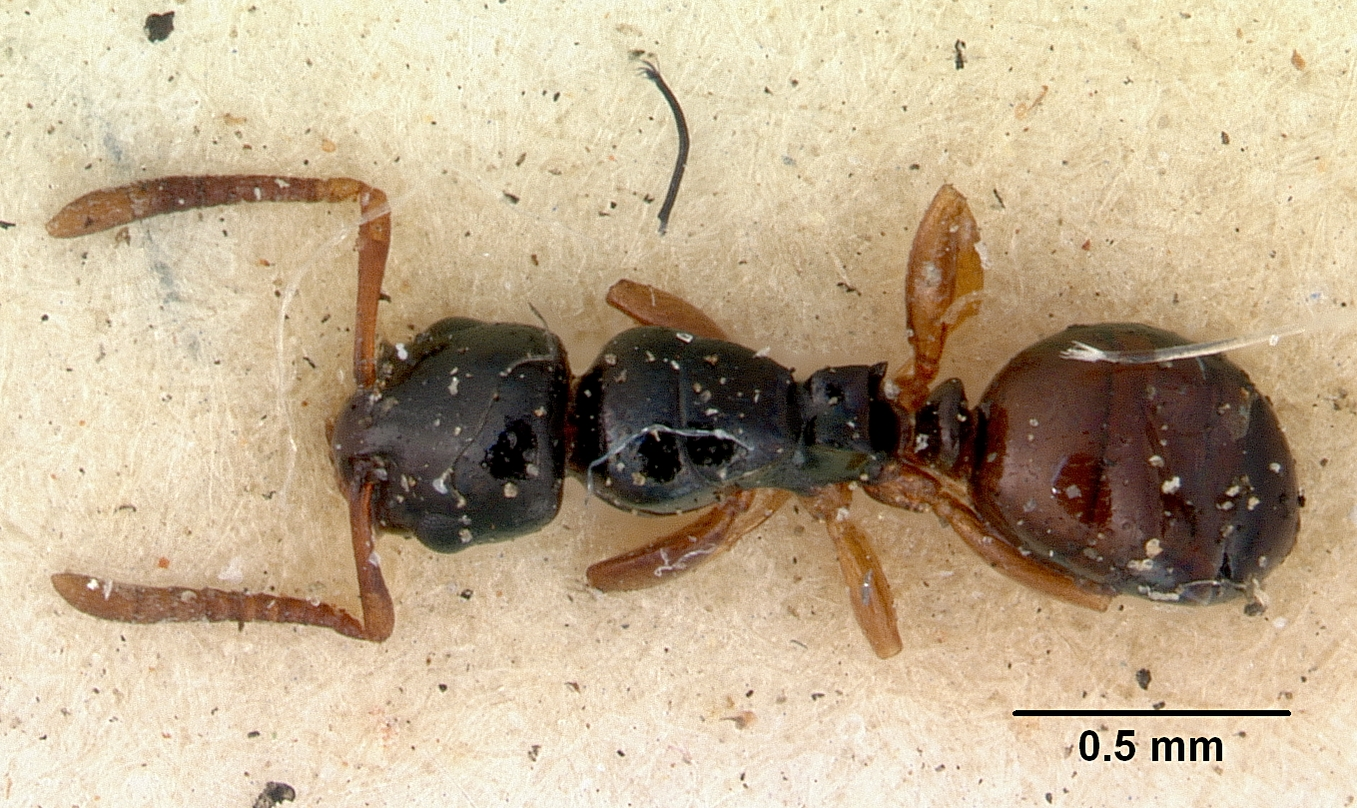
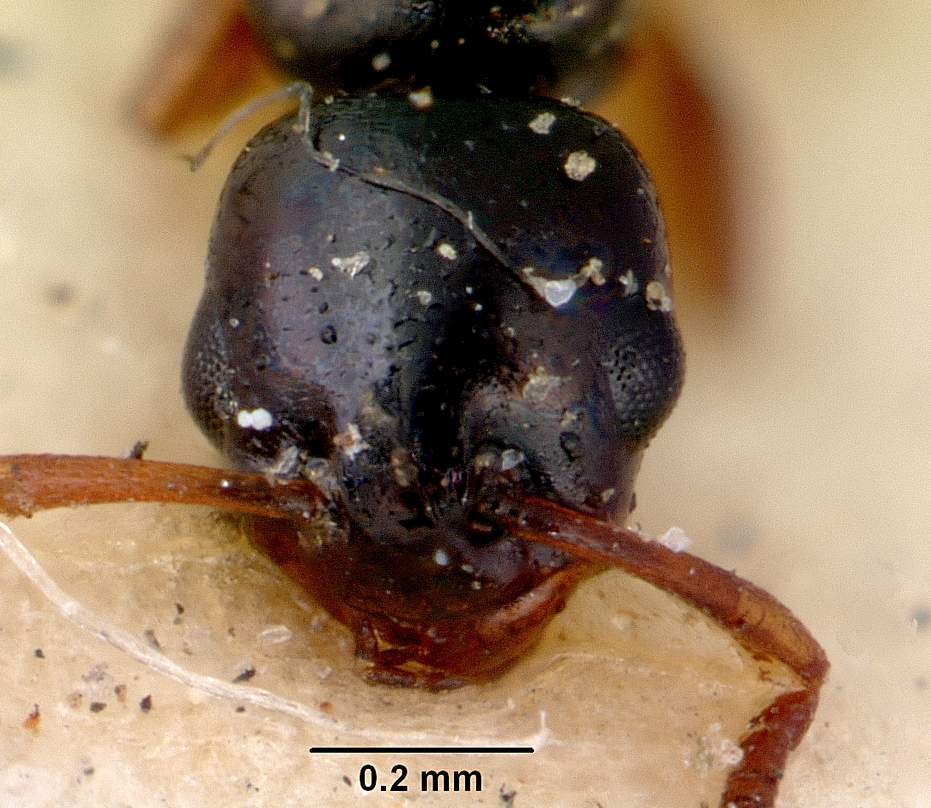
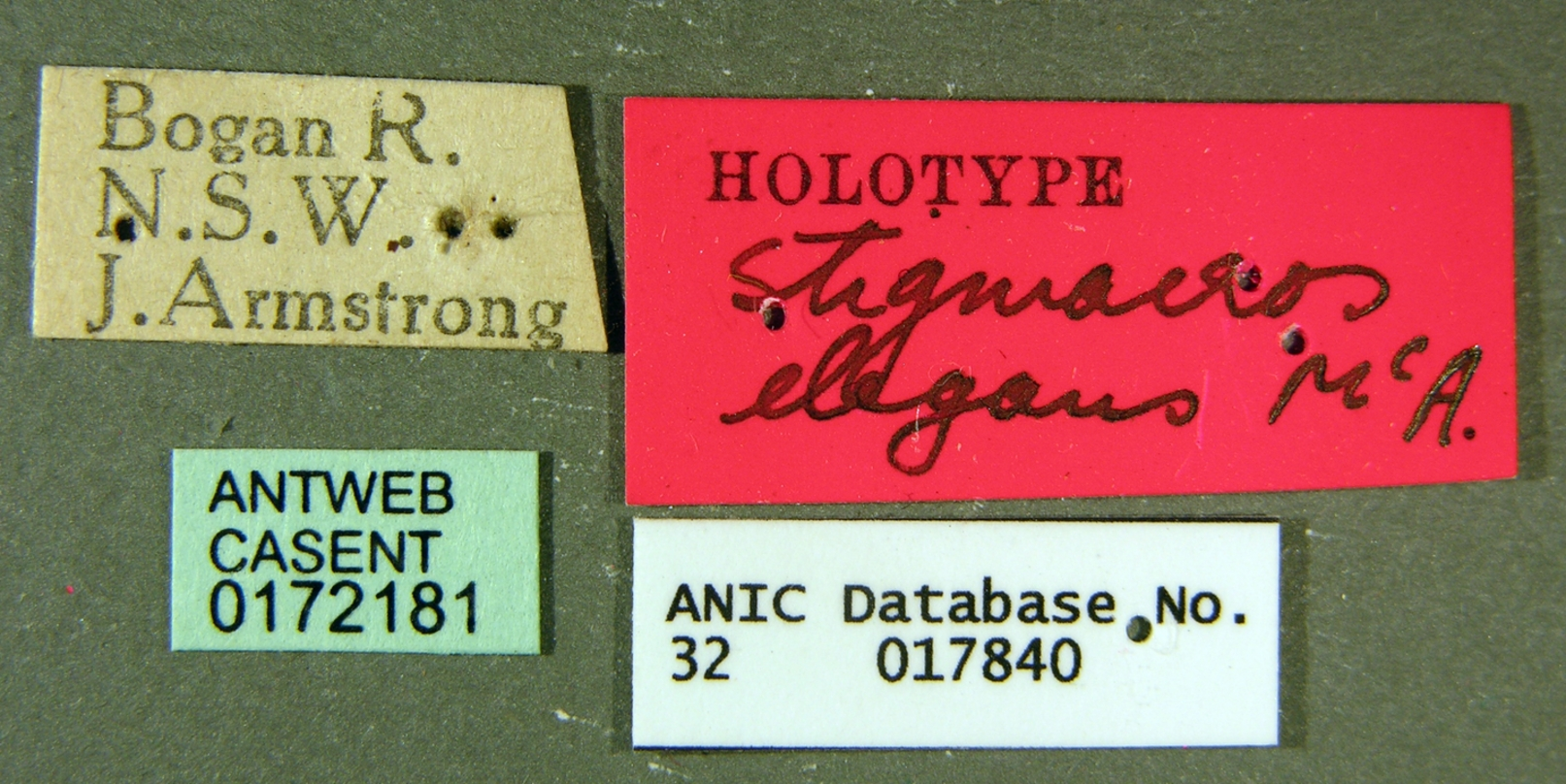
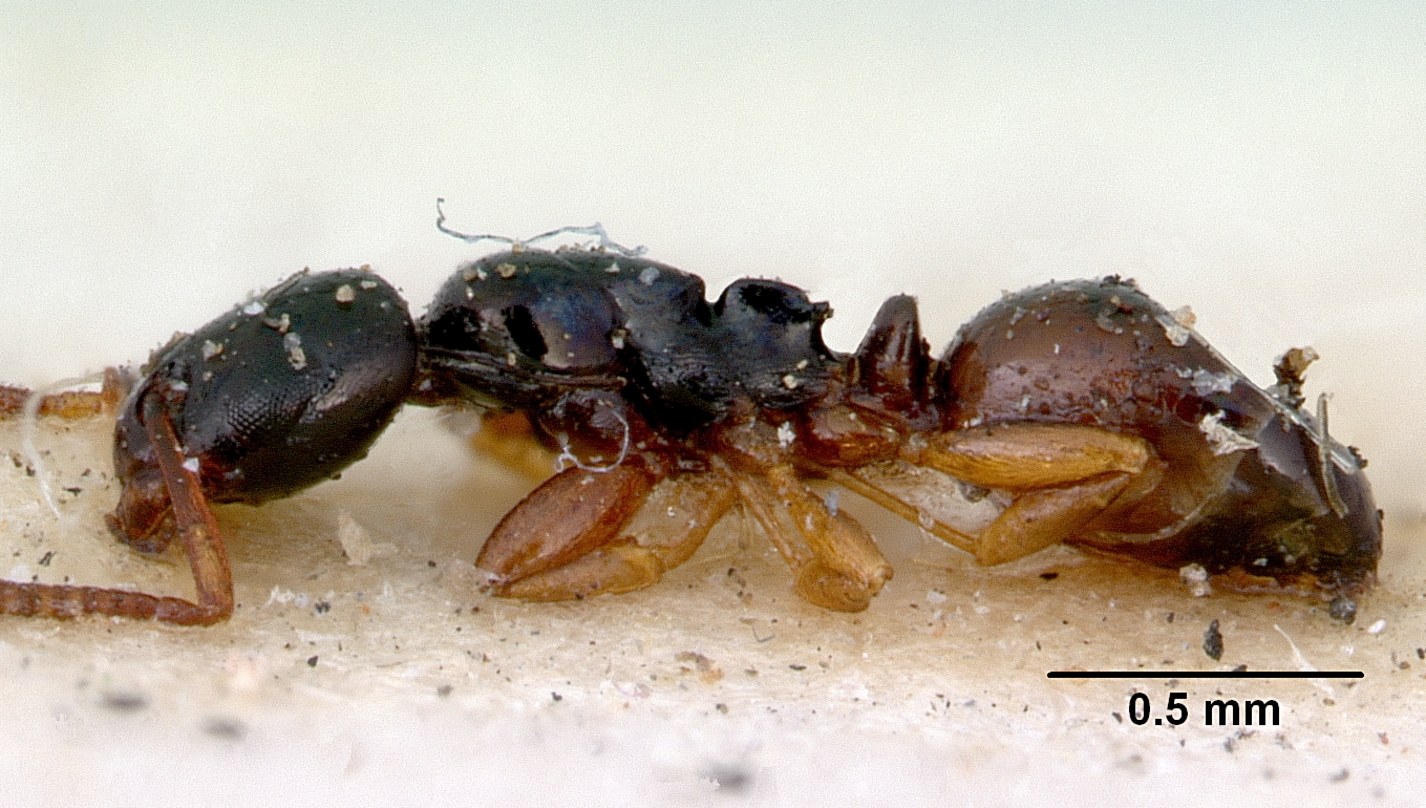